# Helfrich Peter Sturz

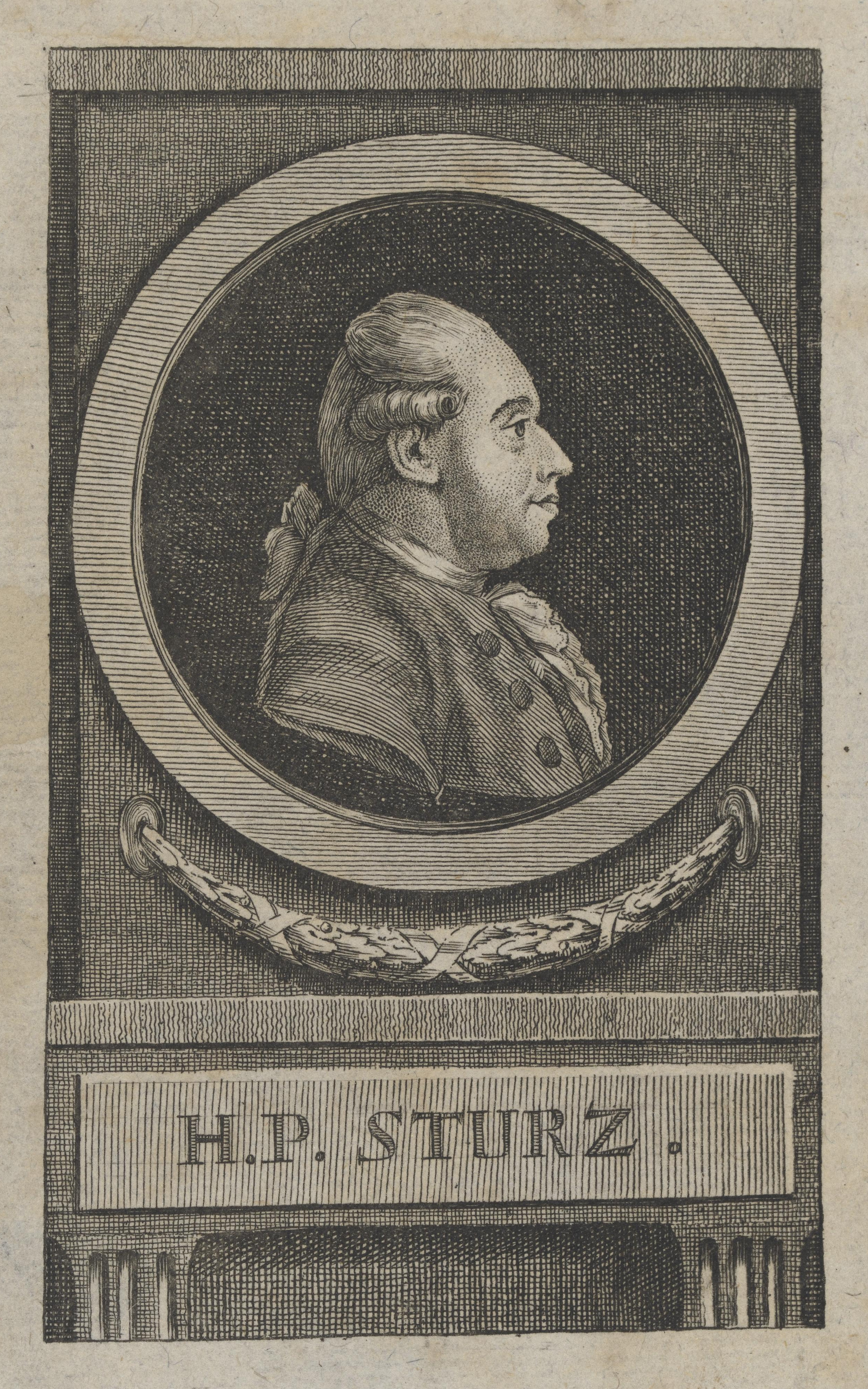
Helfrich Peter Sturz. Carl Gottlieb Rasp nach Johann Philipp Ganz

Helfrich Peter Sturz, auch Helferich oder Helfrecht, Sturtz oder Stortz (* 16. Februar 1736 in Darmstadt; † 12. November 1779 in Bremen) war ein deutscher Schriftsteller der Aufklärung.

## Leben
Helfrich Peter Sturz wurde als Sohn des fürstlichen Kabinettkassierers Johann Peter Friedrich Sturz († 1741) in Darmstadt geboren. Nach dem Besuch des Pädagogium Darmstadtinum (heute: Ludwig-Georgs-Gymnasium) begann er im Mai 1753 ein Studium der Rechtswissenschaften in Jena. Hier wurde er in den Bund der Freimaurer aufgenommen. Im März 1755 wechselte Sturz an die Universität Göttingen und im Mai 1756 an die Universität Gießen. In Gießen traf er auf seinen Jugendfreund Johann Heinrich Merck.
Friedrich Karl von Moser versuchte vergeblich, Sturz Ludwig VIII. von Hessen-Darmstadt als Erzieher des Erbprinzen zu empfehlen. 1759 war er in München als Sekretär des kaiserlichen Gesandten Johann Wenzel von Widmann (1700–1772) tätig und 1760 trat er als Privatsekretär in den Dienst von Friedrich von Eyben (1699–1787), der in Glückstadt die Regierungskanzlei des königlichen Anteils von Holstein leitete. Aus Anlass einer diplomatischen Reise nach Wien erhielt er 1762 den Titel eines Fürstlichen Bernburgischen Rates.
Prinz Friedrich Albrecht von Anhalt-Bernburg machte ihn 1764 mit dem dänischen Kammerherrn Reichsgraf Schack Carl von Rantzau (1717–1789) bekannt, der ihm eine Anstellung im Außenministerium in Kopenhagen vermittelte. 1765 wurde er zum wirklichen Kanzleirat befördert. Außerdem war er Privatsekretär des dänischen Außenministers Johann Hartwig Ernst von Bernstorff, durch den er Zutritt zum norddeutschen literarischen Zirkel um Friedrich Gottlieb Klopstock und Heinrich Wilhelm von Gerstenberg in Kopenhagen bekam. Sturz verfasste Schriften zu staatsbürgerlichen Fragen. 1767 veröffentlichte er die Satireschrift „Die Menechmen“ sowie die Tragödie „Julie“. Im selben Jahr begegnete er in Hamburg Gotthold Ephraim Lessing, dessen Ansichten zur Reform der deutschen Bühnendichtung er teilte.
Von April 1768 bis Januar 1769 begleitete Sturz Christian VII. als Legationsrat auf seiner Grand Tour nach England und Frankreich. Ein weiterer wichtiger Begleiter war Johann Friedrich Struensee, der spätere Leibarzt des Monarchen. Helfrich Peter Sturz knüpfte in London freundschaftlichen Kontakte zur Malerin Angelika Kauffmann und zum Schauspieler David Garrick, in Paris zum Philosophen Claude Adrien Helvétius, zu den Enzyklopädisten Denis Diderot und Jean Baptiste le Rond d’Alembert sowie zum Schriftsteller und Diplomaten Friedrich Melchior Grimm.
Ende 1770 wurde Johann Friedrich Struensee Bernstorffs Nachfolger, zu dem Sturz ein gespanntes Verhältnis hatte. Struensee entfernte ihn aus seiner Position, doch blieb Sturz in verschiedenen Ressorts für die dänische Regierung tätig. Im Januar 1772 wurde Struensee von einer national eingestellten Hofpartei gestürzt, die den großen Einfluss der deutschen Aufklärer am dänischen Hof beargwöhnte. Sturz wurde am 22. Januar 1772 entlassen, am selben Tag im Haus seiner Braut verhaftet und vier Monate lang inhaftiert. Der Vorwurf der Komplizenschaft mit Struensee konnte ihm nicht nachgewiesen werden. Trotzdem wurde Sturz aus Kopenhagen ausgewiesen. Ab März 1773 war er als Rat bei der Regierung der Grafschaft Oldenburg beschäftigt. Er befreundete sich mit Gerhard Anton von Halem, Friedrich Leopold zu Stolberg-Stolberg und Gerhard Anton Gramberg. Während einer Reise nach Gotha lernte Sturz Heinrich Christian Boie kennen, der ihn zur Mitarbeit an seiner Literaturzeitschrift „Deutsches Museum“ überredete. 1777 veröffentlichte Sturz das einzige Buch, das zu seinen Lebzeiten erschien, die „Erinnerungen aus dem Leben des Grafen Johann Hartwig Ernst von Bernstorf“. Am 12. November 1779 starb Helfrich Peter Sturz während einer Dienstreise nach Bremen.

## Bedeutung
Bereits von seinen Zeitgenossen wurde Helfrich Peter Sturz als kenntnisreicher und eleganter Essayist gefeiert. Er nahm an der Literatur und Philosophie seiner Zeit lebhaften Anteil. Er vermochte es ebenso satirische Abhandlungen im Stil Georg Christoph Lichtenbergs zu verfassen wie empfindsame Beiträge über Jean-Jacques Rousseau oder Friedrich Gottlieb Klopstock. Sturz gilt als wichtiger Vermittler zwischen der älteren Schriftstellergeneration der Aufklärung und der jüngeren des Sturm und Drang. Sein Interesse an mittelalterlichen Dichtungen (Edda, Heliand) beeinflusste die Autoren der „Geniezeit“ und der Romantik.

## Schriften
- Schriften von Helfrich Peter Sturz. Johann Baptist Strobl, München 1785.
  - Erste Sammlung (Digitalisat der Staatsbibliothek zu Berlin).
  - Zweyte Sammlung (Digitalisat der Staatsbibliothek zu Berlin).
- Die Reise nach dem Deister. Prosa und Briefe. Herausgegeben vom Karl Wolfgang Becker. Ruetten & Loening, Berlin 1976.